# Island Resort

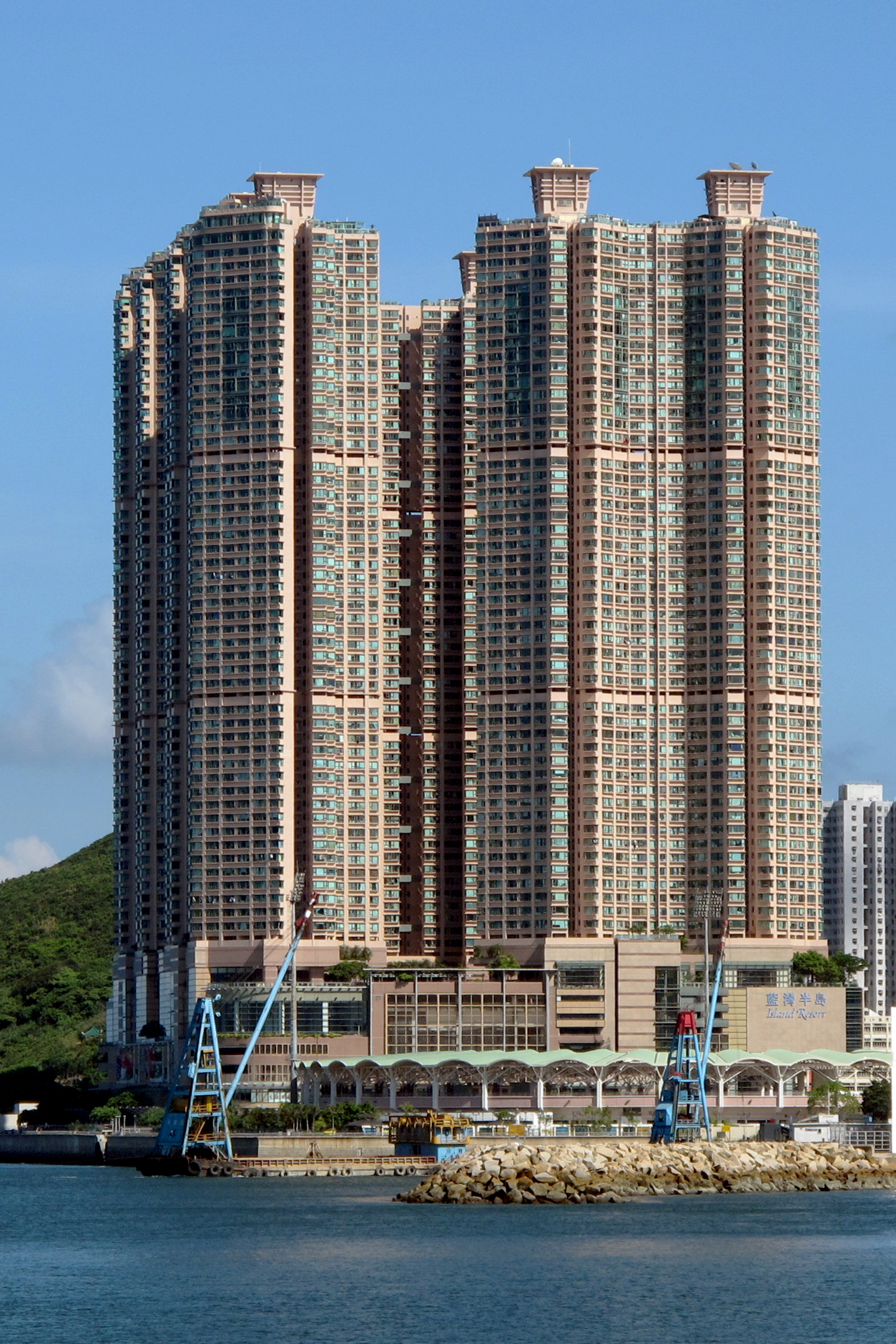
Island Resort visto desde Yau Tong.

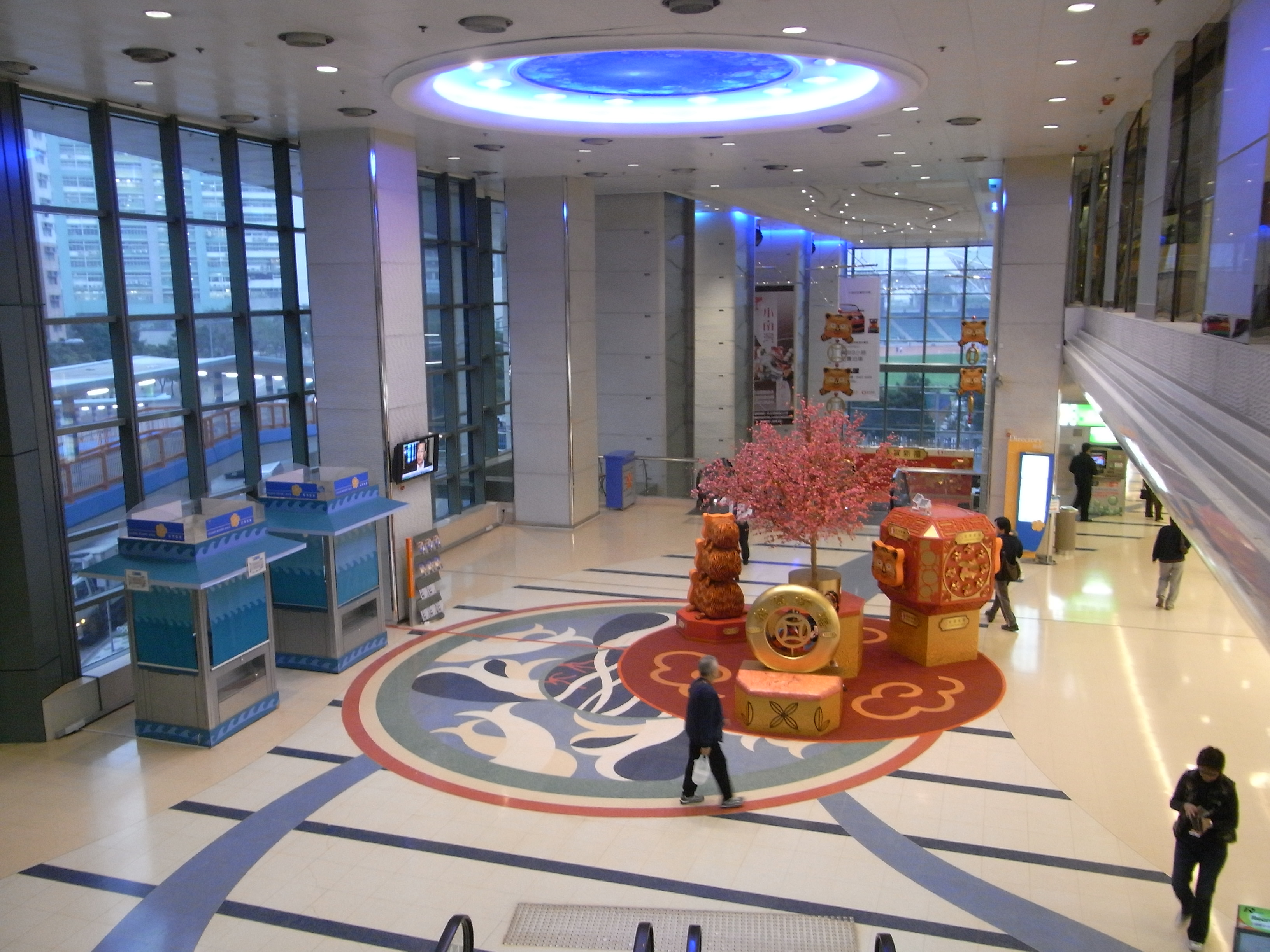
Centro comercial de Island Resort.

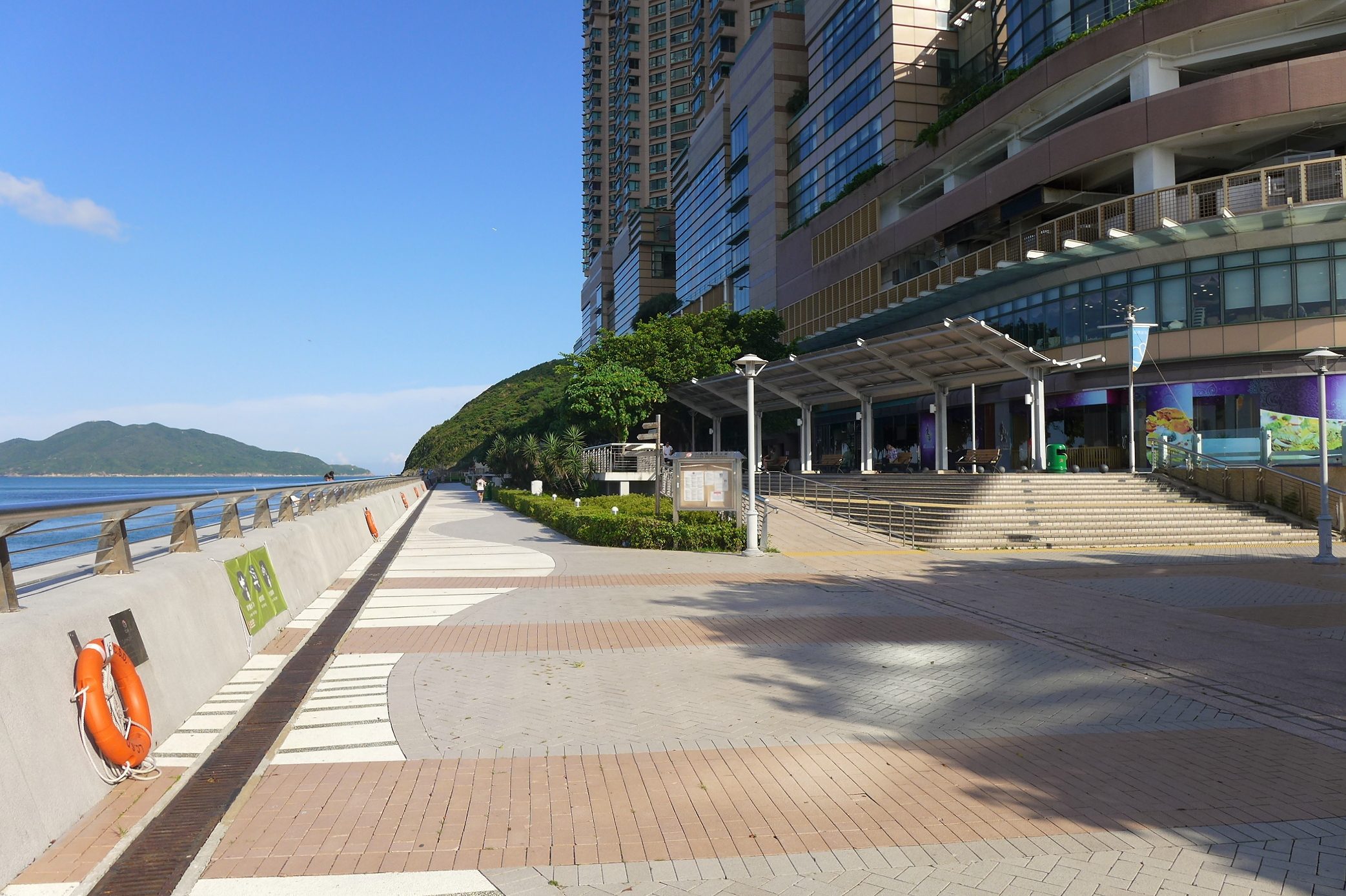
Paseo marítimo en Siu Sai Wan atravesando Island Resort y el centro comercial.

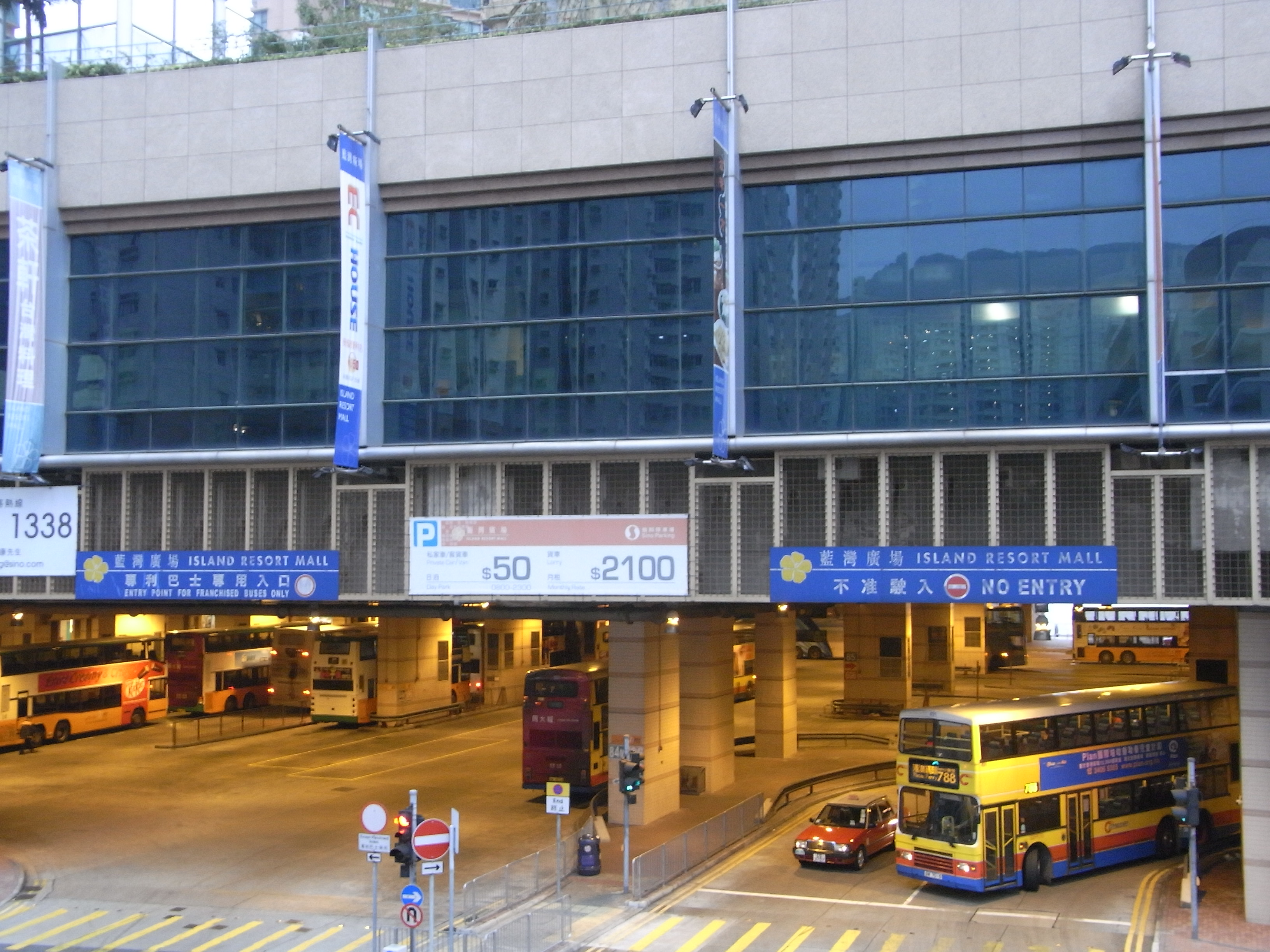
Intercambiador de Siu Sai Wan (Island Resort).

Island Resort ( chino : 藍灣半島 ) es una complejo de rascacielos situado en el área Siu Sai Wan de Hong Kong (dirección: 28 Siu Sai Wan Road, Siu Sai Wan, Wan Chai, Hong Kong). La construcción del complejo comenzó en 1999, y se terminó en 2001.
El terreno en el que el complejo Island Resort está situado tiene la distinción de ser la más cara de la ciudad; en 1997, antes de la transferencia de soberanía de Hong Kong, Sino Land compró los terrenos de 2 500 000 metros cuadrados por 1.515 millones de dólares con el fin de desarrollar el complejo Island Resort. La compra fue la mayor transacción de suelo en Hong Kong llevada a cabo y también la transacción inmobiliaria más cara de la historia de la ciudad.

## Características
El complejo consta de cuatro torres, cada una de las cuales se eleva 60 pisos y 202 metros de altura; aunque la propiedad está clasificada como que contiene nueve torres, aunque Emporis lista el complejo como con sólo cuatro rascacielos, ya que varios están interconectados. Los edificios están compuestos casi en su totalidad por apartamentos, con un total de 3 098; los pisos inferiores están destinados a espacio comercial y de restaurantes. Hay una zona de piscinas, con piscina exterior y cubierta. Las piscinas al aire libre están en el medio de la zona de la torre y la cubierta se encuentra dentro del complejo principal.
El complejo también incluye un centro comercial de tres pisos, un aparcamiento de seis plantas y un club house de tres pisos. Dentro del club house hay una biblioteca, un gimnasio, zona de barbacoa, sala de ensayos, pistas de tenis, de baloncesto, 4 pistas de bolos, pistas de bádminton, salas de música, sala de juegos, sala de billar, una piscina cubierta y al aire libre, un bar, una sala de estar, salas de reuniones, sala de estudio, y una pista de squash.
Los edificios de viviendas no contemplan los pisos 13, 14, 24, 34, 44 y 54, ya que el 4 es considerado un número de mala suerte para los chinos y también simboliza la muerte.

## Transporte
A pesar de que no hay una estación de MTR en Siu Sai Wan, existe un servicio de minibuses que conecta con la estación de MTR Heng Fa Chuen. Asimismo, existe también una terminal de autobuses en Island Resort. Hay autobuses que ofrecen viajes a la Isla de Hong Kong, Kowloon y Nuevos Territorios.